# Igor Kastioukevitch
Igor Iourievitch Kastioukevitch (en russe : Игорь Юрьевич Кастюкевич), né le 6 décembre 1976 à Saratov, est une personnalité politique russe et député de la 8e Douma d'État.
Il est sous sanctions internationales pour son implication dans les exactions en Ukraine, il est notamment impliqué dans la déportation d'enfants de Kherson.

## Biographie
En 2003, il commence à travailler au département du développement sportif du ministère de la politique de la jeunesse, des sports et du tourisme de l'oblast de Saratov. Il est ensuite chef du centre de sports de combat de l'oblast de Saratov. De 2008 à 2011, il dirige la section d'arts martiaux de l'école des sports de l'enfance et la jeunesse de Saratov. En 2011-2020, il dirige le Conseil national russe d'aïkido. En 2017, il est nommé chef du département des projets de la jeunesse du Front populaire panrusse. Depuis septembre 2021, il est député de la 8e Douma d'État,,.
Il est l'un des membres de la Douma d'État visé par les sanctions du Trésor américain le 24 mars 2022 en réponse à l'invasion de l'Ukraine par la Russie en 2022, il est également placé sous sanctions par le Royaume-Uni.
Le 18 avril, Kastioukevitch aurait été nommé maire de facto de Kherson, après l'occupation de la ville par les forces russes le 2 mars. Kastioukevitch réfute les informations sur sa prétendue nomination en tant que maire de Kherson.
En Ukraine, il se présente comme « Le navigateur », il est filmé dans plusieurs vidéos d'enlèvement d'enfants ukrainiens, notamment 46 enfants du foyer d'accueil de Kherson.